# Chondrolaryngoplastie
 (décembre 2017).
Si vous disposez d'ouvrages ou d'articles de référence ou si vous connaissez des sites web de qualité traitant du thème abordé ici, merci de compléter l'article en donnant les références utiles à sa vérifiabilité et en les liant à la section « Notes et références ».
La chondrolaryngoplastie est une opération chirurgicale destinée à réduire la taille d'un cartilage du larynx, le cartilage thyroïde, par limage du cartilage grâce à une incision dans la gorge. Elle est généralement destinée à aider les personnes qui ne sont pas à l'aise avec la circonférence de leur pomme d'Adam.

## Chirurgie
Une anesthésie (locale ou générale, selon qu'il s'agit ou non de la seule chirurgie à effectuer) est administré au patient.
Une petite incision à l'horizontale est faite sur le bas de la pomme d'Adam. Les muscles de la gorge sont alors tenus à l'écart avec une pince, et le surplus de cartilage est rasé avec un scalpel, rendant ainsi la gorge plus lisse et moins angulaire.
L'incision est fermée avec des sutures, et une ligne rouge marque l'incision pendant environ six semaines. Il y a peu de cicatrices dans la plupart des cas parce que le chirurgien pratiquera habituellement l'incision dans l'un des minuscules replis de peau qui recouvrent la pomme d'Adam.

## Contexte de l'opération
La chirurgie est généralement ambulatoire, sauf si elle est combinée avec d'autres chirurgies nécessitant des séjours à l'hôpital. Un soin particulier doit être pris par le chirurgien pour ne pas enlever trop de cartilage, car cela peut réduire la structure de la trachée et causer des difficultés respiratoires.[réf. nécessaire]
La plupart des chirurgiens qui se spécialisent dans les chirurgies de réattribution sexuelle offrent la procédure, et ainsi que les chirurgiens plasticiens en général. Cette chirurgie est souvent faite avec un ensemble de chirurgies nommées chirurgies de féminisation faciale. C'est l'une des chirurgies les plus fréquentes pratiquées sur des personnes transféminines avec la reconstruction génitale.

## Voix
En raison de la proximité des cordes vocales, il y a une petite possibilité qu'elles puissent être endommagées pendant ce type de chirurgie. En général, cependant, la voix du patient n'est pas affectée, bien qu'il y ait eu des rapports de légère modification de la hauteur. Certains patients choisiront de subir une chirurgie vocale supplémentaire en même temps afin de minimiser la dysphorie liée à la voix.

## Récupération
De nombreux chirurgiens recommandent  que le patient frotte régulièrement l'incision pour empêcher la formation de tissu cicatriciel visible. L'enflure et les ecchymoses autour du site de l'incision sont courantes, et les patients peuvent également avoir de la difficulté à avaler et à parler, plus ou moins selon les individus.
La moyenne de temps pour la récupération complète est d'environ deux semaines, mais elle peut parfois prendre plus de temps si le patient a des pré-conditions médicales existantes, telles que l'anémie.[réf. nécessaire]